# Msztyiszlav Leopoldovics Rosztropovics
Msztyiszlav Leopoldovics Rosztropovics (oroszul: Мстислав Леопольдович Ростропович, IPA: rəstrʌ'pɔːvitç); (Baku, 1927. március 27. – Moszkva, 2007. április 27.) közeli barátainak „Szláva”, orosz gordonkaművész és karmester, emberjogi aktivista. Felesége Galina Pavlovna Visnyevszkaja szoprán operaénekes. A zeneértő közönség őt tartja a 20. század egyik legnagyobb gordonkaművészének.

## Életpályája

### Gyermekkora, tanulmányai
Rosztropovics Bakuban született (Szovjetunió, Azerbajdzsáni SZSZK), zenészdinasztiába, orosz nemzetiségű szülei Orenburgból települtek ide. Édesapja, Leopold (1892–1942), részben belarusz–lengyel nemesi gyökerekkel is rendelkezett. Családjának ama ága rendelkezett a Bogoria-címerrel, mely a család skotniki palotájában (Mazóviai vajdaság) látható. 
Bakuban nőtt fel, itt töltötte gyermekkorát. Zenei tanulmányait szülei révén kezdte meg: apja csellóművész és zenepedagógus, édesanyja (Szofja Fedotova, 1891–1971) zongorázott, apai nagyapja, Witold-Wojciech Roztropowicz (1856–1913) zeneszerző. A második világháború alatt a család visszaköltözött az akkor Cskalovnak nevezett Orenburgba. Itt járt zeneiskolába, majd 1943-ban Moszkvába települtek.
1943-ban kezdte meg tanulmányait a moszkvai konzervatóriumban, mesterei többek közt Prokofjev és Sosztakovics voltak (rajtuk kívül harmadikként Benjamin Brittent nevezte meg, mint alapvető hatású zenei géniuszokat). 1946-ban végzett, de már egy évvel korábban győztese lett egy országos zenei versenynek.

### Zenei karrierje a Szovjetunióban
Rosztropovics 1940-ben adta első csellókoncertjét, 13 évesen. 1947-ben és 1955-ben Prágában nyert zenei világversenyt, 1949-ben Budapesten. 1950-ben, 23 éves korában elnyerte a Sztálin-díj 2. fokozatát (akkoriban a Szovjetunió legmagasabb kitüntetése). Ekkora Rosztropovicsot már az egész ország megismerte. Aktívan folytatta szólókarrierjét, a Szovjetunió számos városában fellépett, idővel pedig a leningrádi, majd a moszkvai Konzervatóriumban is tanított.  
1955-ben feleségül vette Galina Visnyevszkaját (1926–2012), a moszkvai Bolsoj Színház vezető szopránénekesnőjét. Két leánygyermekük született. Rosztropovics folyamatos munkakapcsolatban állt a korabeli szovjet zeneszerzőkkel. 1949-ben Szergej Prokofjev C-dúr csellószonátáját (op. 119) a 22 éves Rosztropovicsnak írta, amit 1950-ben Szvjatoszlav Richterrel együtt mutattak be. Prokofjev 1952-es szimfóniáját is neki dedikálta, Dmitrij Sosztakovics pedig első és második csellókoncertjét.  

### Oktatási tevékenysége a Szovjetunióban
1947-ben moszkvai zeneiskolában kezdett tanítani, utóbb a moszkvai konzervatóriumban két és fél évtizeden át oktatott. 1959-től professzorként, 1961-től a cselló és nagybőgő tanszak vezetőjeként. A '60-as években 7 éven át a leningrádi konzervatóriumban is oktatott (1961–1966 között a csellótanszak vezetőjeként).  
1962-ben kezdett karmesterként is dolgozni, 1967-ben Mihail Csulaki, a Bolsoj Színház igazgatójának felkérésére Csajkovszkij Jevgenyij Anyegin operáját vezényelte, majd Prokofjev Háború és békéjét.  

### Nemzetközi karrierje
Nemzetközi karrierjét 1963-ban kezdte a Liège-i Conservatoire-ban (Kirill Kondrasinnal), majd 1964-ben Nyugat-Németországban szerepelt. Ezek után többször utazott Nyugat-Európába, ahol sok zeneszerzővel találkozott, köztük Benjamin Brittennel, aki neki dedikálta Csellószonátáját, három szólószvitjét és Csellószimfóniáját. Rosztropovics adta őket elő elsőként, s a két művész között különleges kapcsolat fejlődött ki. Ekkorra már világhírű muzsikus, olykor politikai kérdésekben is hallatja hangját.
Családja szerint Rosztropovics "mindig mosolygott", amikor "Ben"-ről volt szó, s a halálos ágyán is azt mondta: meggyőződése, hogy találkozni fognak a mennyekben. Britten mint zongorakísérő is működött, együtt vették fel többek között Schubert a-moll szonátáját zongorára és csellóra. Lánya azt állította, ez a felvétel apját a könnyekig meghatotta, még a halálos ágyán is emlegette.

### Összeütközése a szovjethatalommal
1969-től támogatólag lépett föl az Alekszandr Szolzsenyicin körül kibontakozó támadásokkal szemben. Rosztropovics nyílt levélben állt ki a mellette, és Brezsnyev pártfőtitkárral szemben is védelmezte, megpendítve a szovjet lakosság emberi jogait, ami igencsak kényes témának számított akkoriban. A koncertlehetőségek és egyéb szereplések száma nagymértékben lecsökkent, 1972-ben pedig megtiltották külföldre utazását. Mindeközben az író éveken át a zenész-házaspár Moszkva közeli dácsáján dolgozott művein. 
Szolzsenyicin 1970-ben irodalmi Nobel-díjat kapott, ám azt nem vehette át, nem akarta elhagyni hazáját. 1974-ben mégis erre kényszerült: megfosztották állampolgárságától és kiutasították a Szovjetunióból. Nemsokára Rosztropovics is erre a sorsra jutott családjával (nem sokkal Edward Kennedy amerikai szenátor látogatása után, aki nyugati művészek petícióját hozta el: Leonard Bernstein másokkal egyetemben Rosztropovics nyugati kiutazásának engedélyezését kérte). 
1974 tavaszán elhagyták a Szovjetuniót, 1978-ban pedig megfosztották állampolgárságától. Ő azonban nem választott magának új hazát. Élete végéig hontalan útlevéllel utazott és koncertezett. Csak 1990-ben térhetett vissza hazájába, s kapta vissza állampolgárságát.

### Nyugati karrierje
Először Svájcban, majd az USA-ban telepedtek le, Rosztropovics 1977-ben a washingtoni Nemzeti Szimfonikus Zenekar vezető karmestere lett, 1994-ig. De szólókoncertjei mellett vezényelte a Londoni Filharmonikus Zenekart, a Bostoni Filharmonikusokat, a Berlini Filharmonikus Zenekart stb.   
Rendszeres vendége volt Budapestnek. Utolsó koncertjét idehaza 2001-ben adta a Liszt Ferenc Kamarazenekarral. 2005-ben a Magyar Köztársaság elnöke a legmagasabb külföldieknek adható kitüntetést, a Köztársasági Érdemrend Középkeresztje a Csillaggal érdemérmet adományozta neki.

### Utolsó évei, halála
A Moszkvában lezajlott 1991-es szovjet és 1993-as oroszországi puccsok idején aktívan támogatta Jelcin elnököt. 
Az előadóművészet terén túl is elismerésre méltó tevékenységet folytatott: zenei fesztiválokat és csellistaversenyeket szervezett, fiatal muzsikusokat támogató jótékonysági alapot hozott létre stb. Zeneszerzőként is jegyez néhány művet. 
2006-ban májrákot diagnosztizáltak nála, 2 műtétet követően, 2007 áprilisában hunyt el egy moszkvai klinikán. A moszkvai konzervatórium koncerttermében ravatalozták föl. Pravoszláv egyházi búcsúztatása után a Novogyevicsij-kolostor temetőjében helyezték örök nyugalomra, 2012 óta felesége is itt pihen. 

## Díjai
- A Magyar Érdemrend parancsnoki keresztje a csillaggal (2003)
- Művészeti Wolf-díj: 2004 (Zene kategória)

## Fényképek életpályája állomásairól

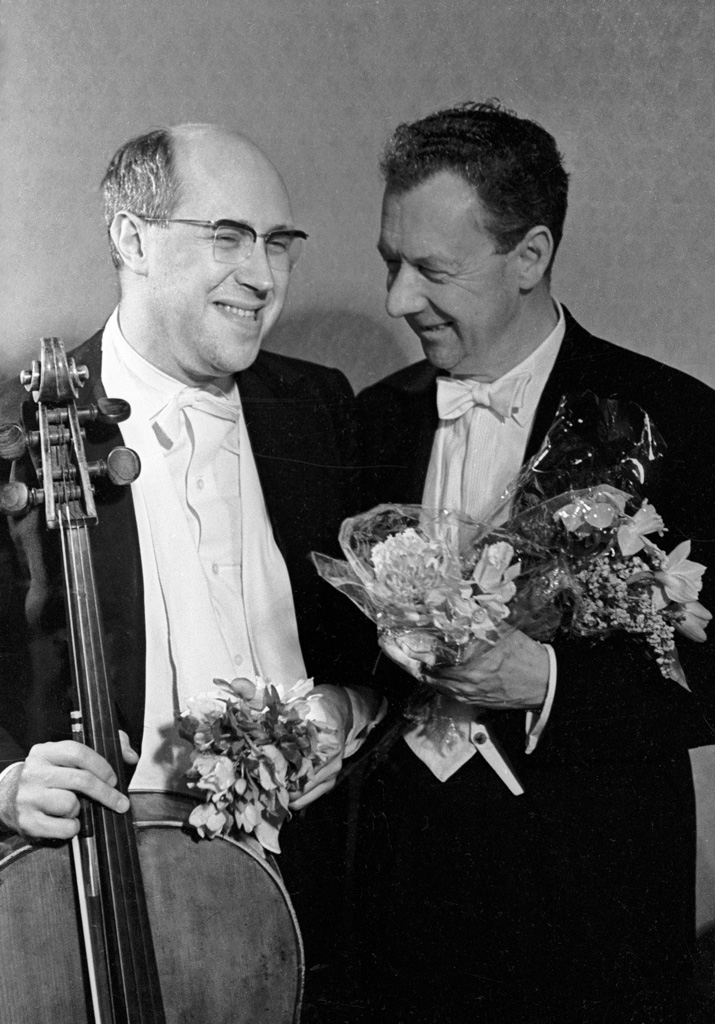
Benjamin Brittennel, koncert után, 1964
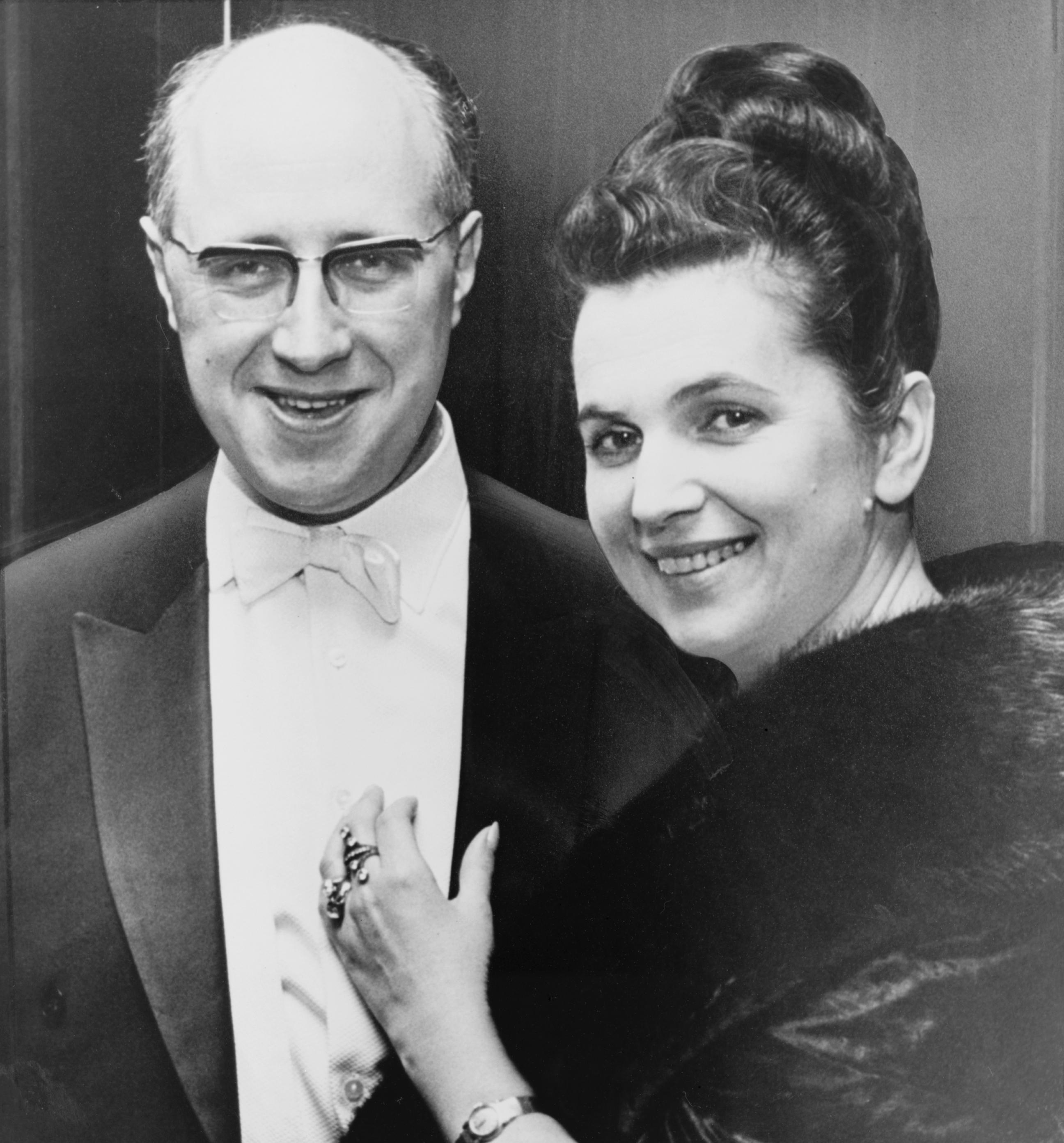
Galina Visnyevszkajával, 1965
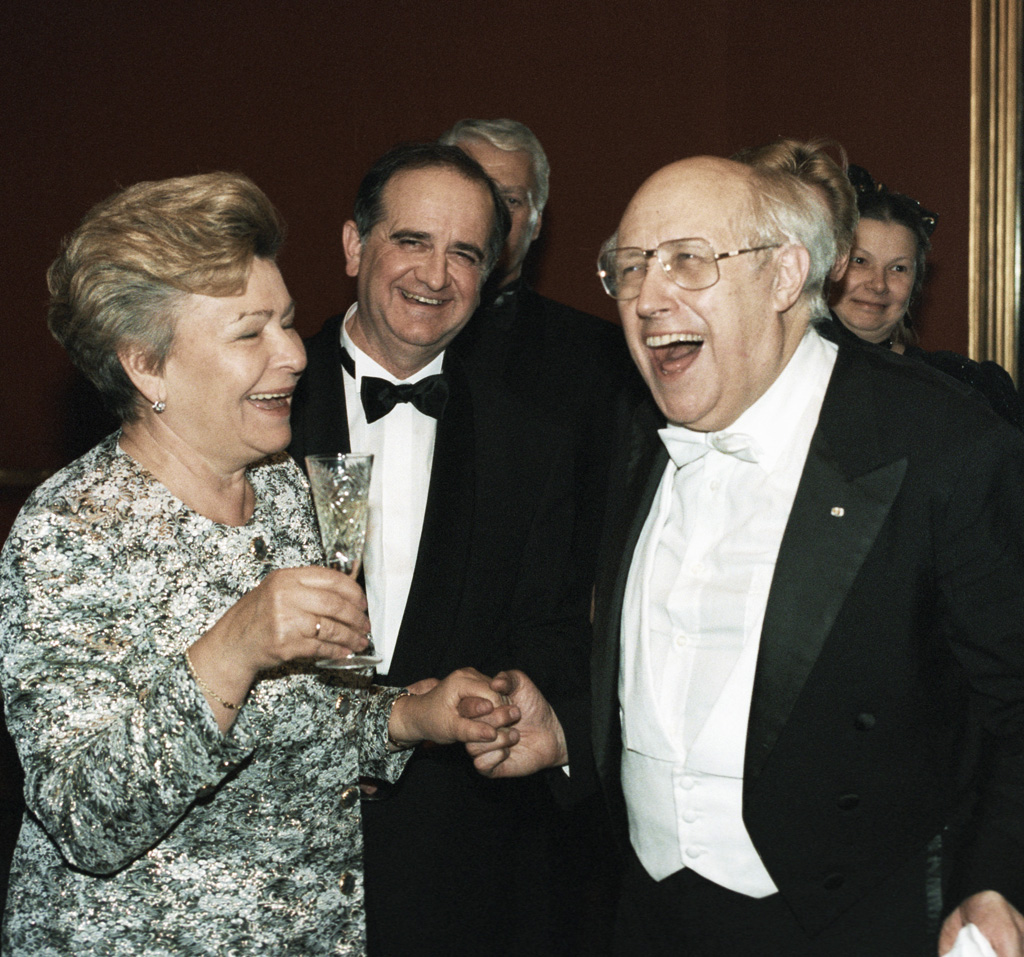
Jelcin feleségével, 1996
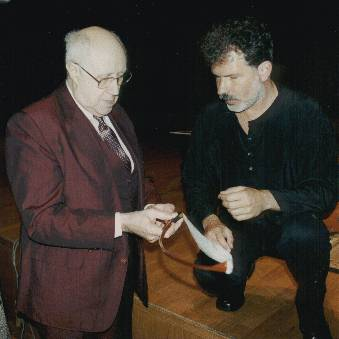
A Bach-vonóval, 2001
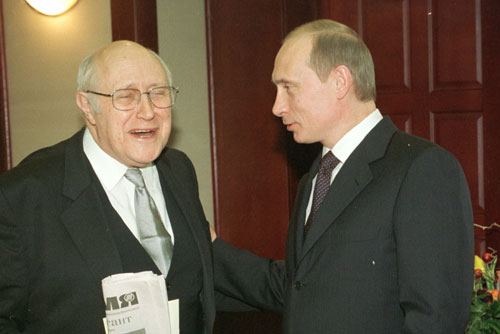
Putyinnál, 2002
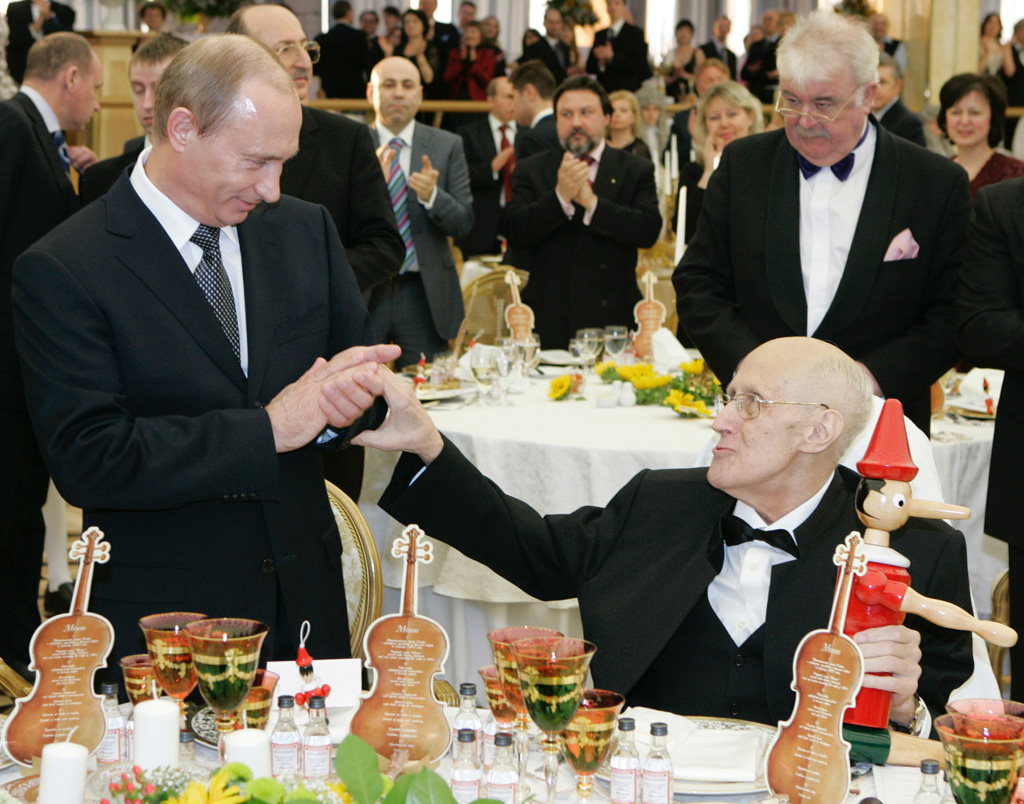
80. születésnapján, Kreml (Moszkva), 2007
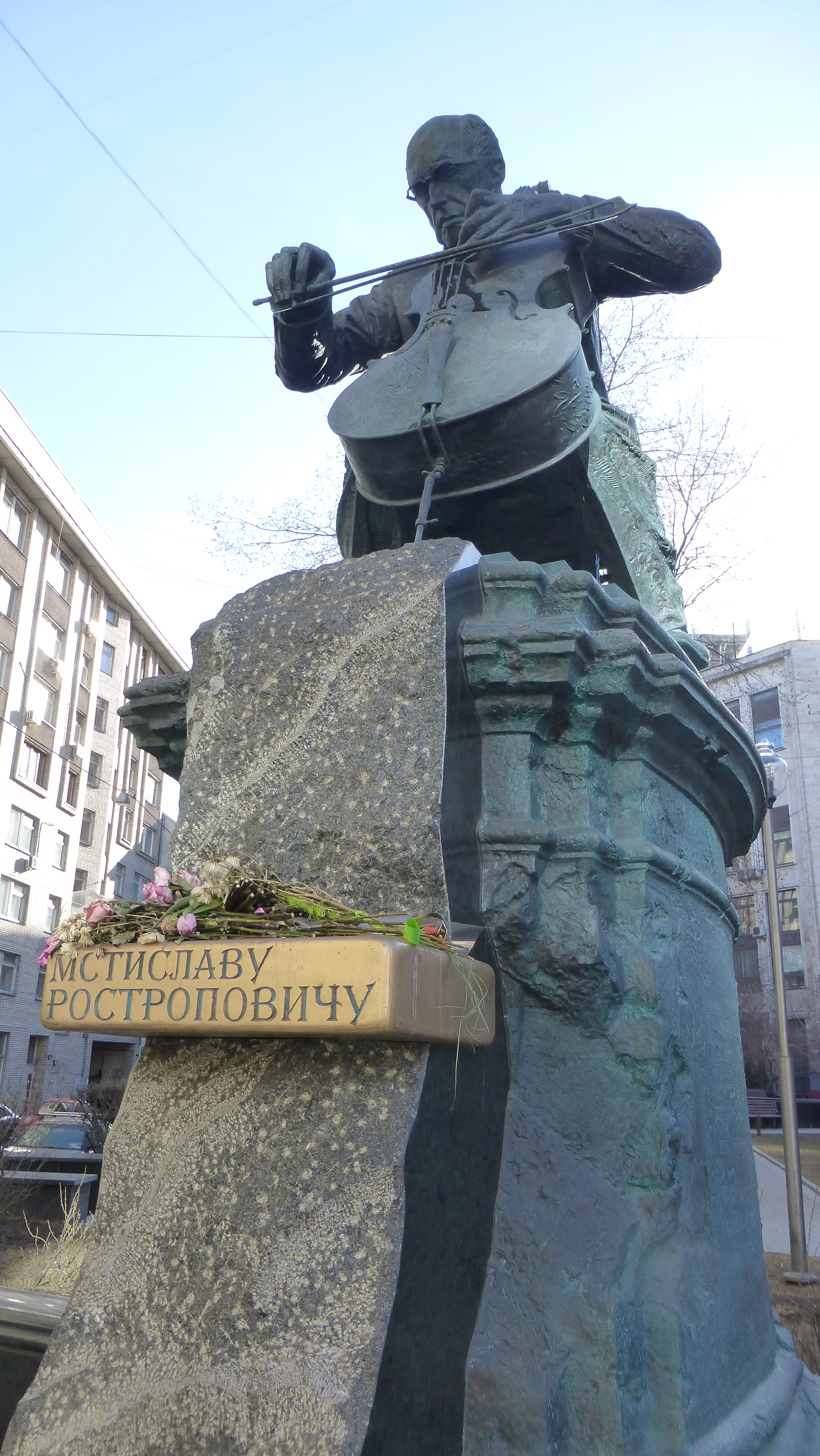
Moszkvai szobra
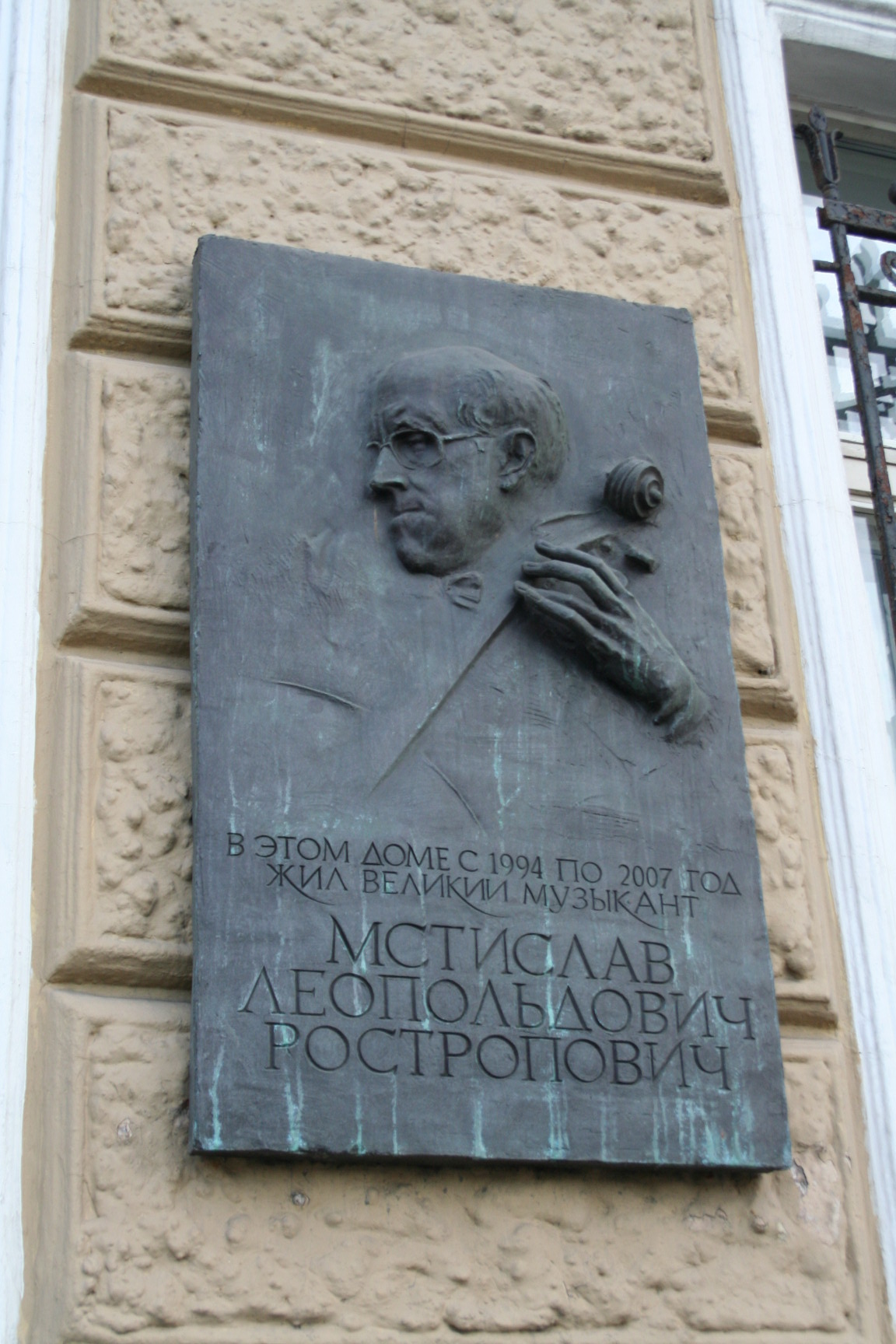
Szentpétervári emléktáblája